# Champ de Mars (Colmar)
Der Champ de Mars (Marsfeld) ist eine öffentliche Parkanlage in der französischen Stadt Colmar im Elsass. Sie liegt zwischen dem „Place Rapp“ Norden und den Gebäuden der Präfektur Haut-Rhin im Süden.

## Geschichte
An der Stelle des heutigen Parks gab es im Jahr 1745 eine öffentliche Promenade, die sich außerhalb der Mauern der Stadt befand. Diese wurde zu Ehren des elsässischen Intendanten Barthélemy de Vanolles „Le Vanolles“ genannt. Sie wurde hauptsächlich für militärische Übungen der Nationalgarde oder für öffentliche Zeremonien verwendet. Im Jahr 1793 wurde sie in „Champ de Mars“ umbenannt. Zur Zeit des Ersten Kaiserreiches wurden hier 193 Linden angepflanzt. 1808 wurde der nördliche Teil abgetrennt und wird seit 1856 als Place Rapp bezeichnet.

## Parkanlage
Der Aufbau der gesamten Parkanlage erinnert an den kreuzförmigen Orden der Ehrenlegion. Von der Haupttreppe der Präfektur führt eine zentrale Straße bis hin zum großen Vorplatz auf dem „Place Rapp“. Im Zentrum befindet sich auf einem kreisförmigen Platz der Brunnen mit der Statue des Admirals Armand Joseph Bruat. Der Park zeichnet sich durch große Grünflächen aus, die das Zentrum mit dem Brunnen und der Statue umschließen. Dieses Ensemble wurde von im Jahr 1864 von dem Bildhauer Frédéric-Auguste Bartholdi erschaffen. Die Fontäne stellt die Allegorien der vier Kontinente dar, der Brunnen besitzt ein System, das einen kontinuierlichen Wasserstrahl ermöglicht. Die Statue des Admirals blickt auf die Statue des Generals Jean Rapp, die auf dem nach ihm benannten Platz Rapp steht. Diese wurde ebenfalls von Bartholdi hergestellt. Der Brunnen wurde im Jahr 1940 während des Zweiten Weltkriegs der von den Nationalsozialisten zerstört, Teile des Brunnens und die Statue konnten jedoch gerettet werden. Ein neuer Brunnen wurde von dem Architekten Michel Porte und dem Bildhauer Gérard Choain gestaltet und 1958 eingeweiht. Die Statue wurde ebenfalls restauriert und eingebunden. Im Park befindet sich der größte Karussellsalon Europas und daneben ein Kiosk, der Getränke und Süßwaren anbietet. Es gibt im Park zudem einen Kinderspielplatz. Ein ehemaliger Konzertpavillon an der Seite des Boulevard du Champs de Mars wurde zugunsten eines Hotelgebäudes abgerissen.

## Umfeld und Impressionen
Der Park Champ de Mars liegt in der Nähe des Stadtviertels „Petite Venise“ (Klein Venedig) sowie des Bartholdi-Museums und des Unterlinden-Museums.

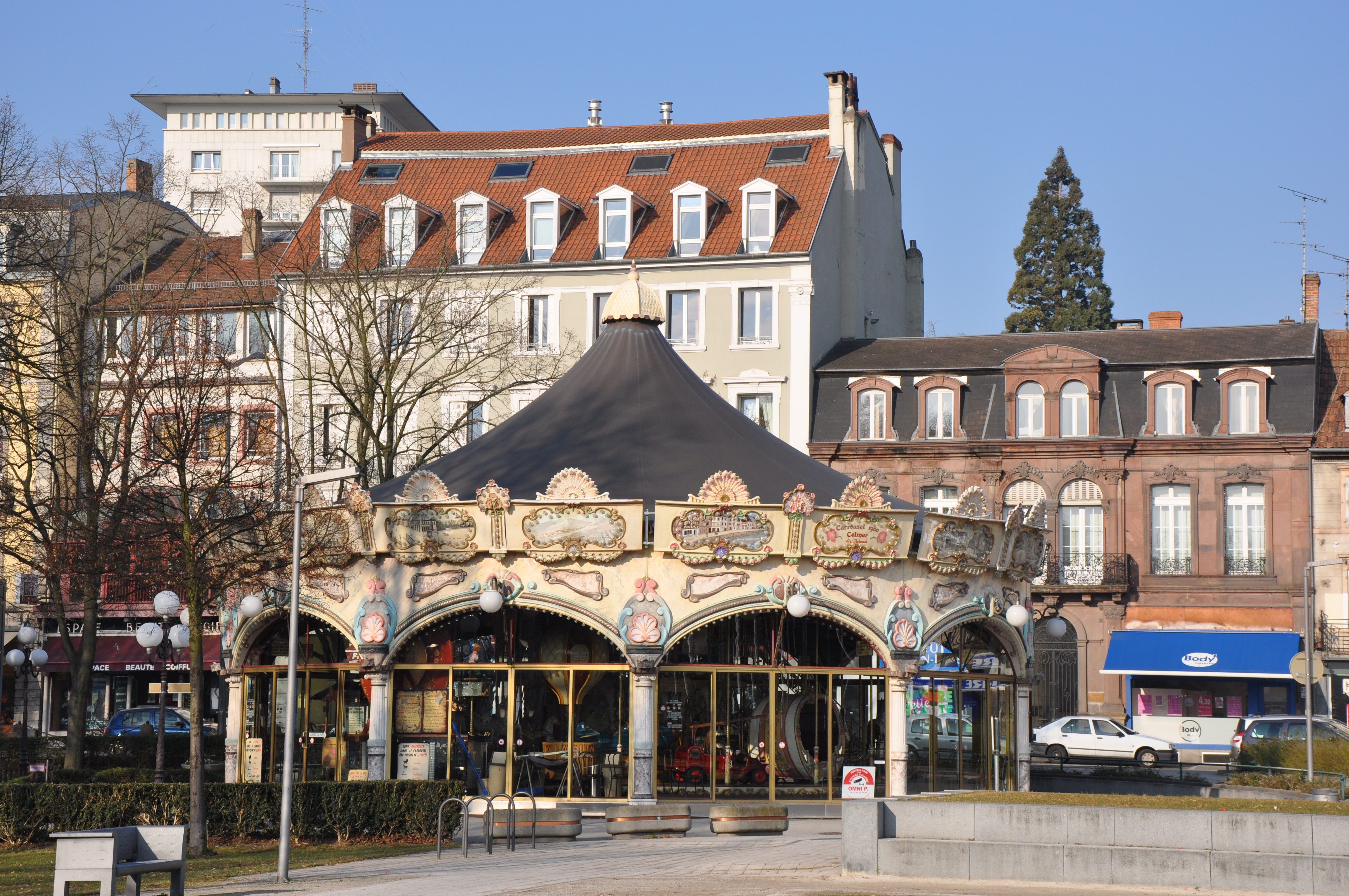
Karussellsalon im Park am Place Rapp
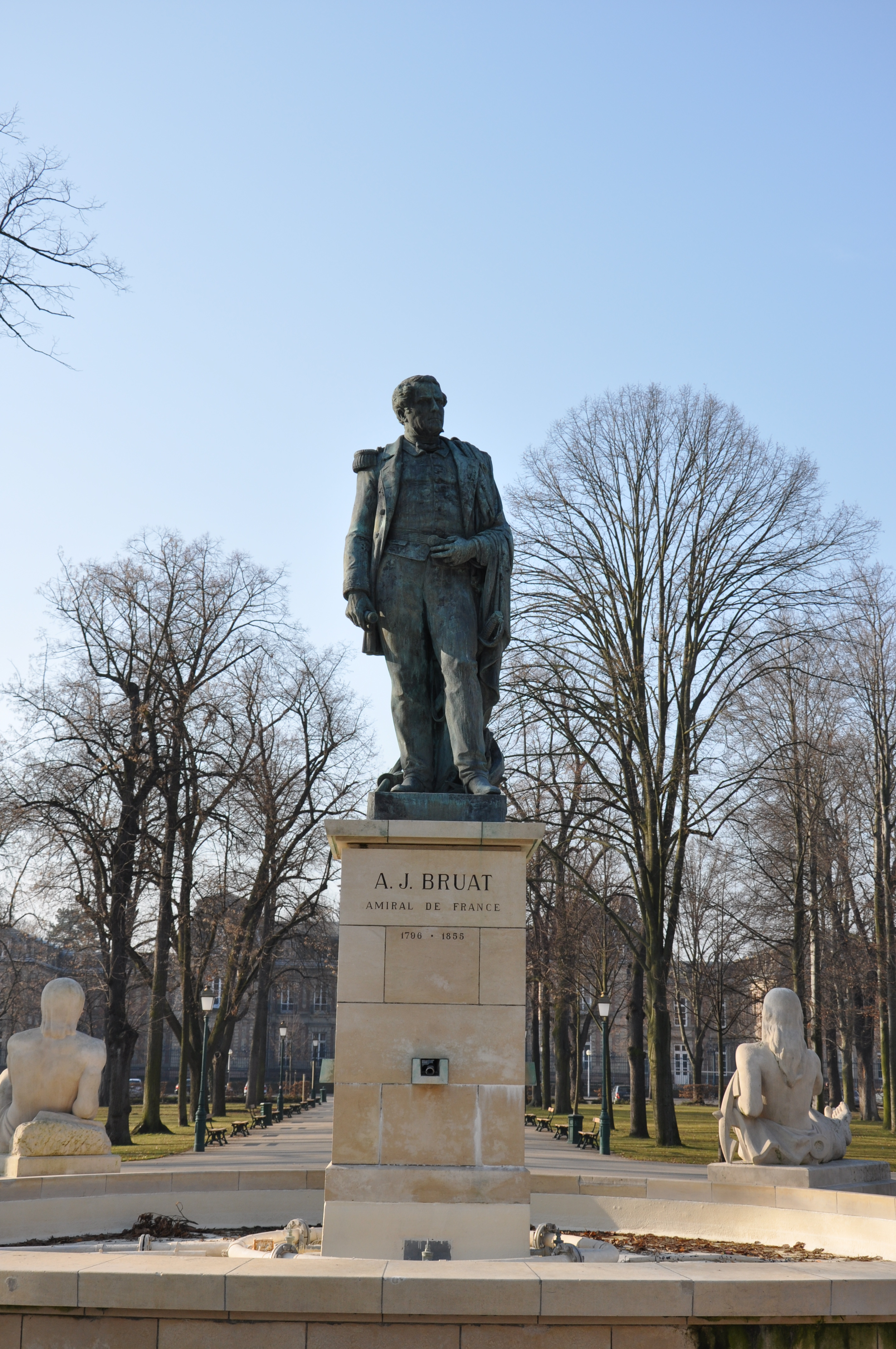
Brunnen mit der Statue des Admirals Bruat
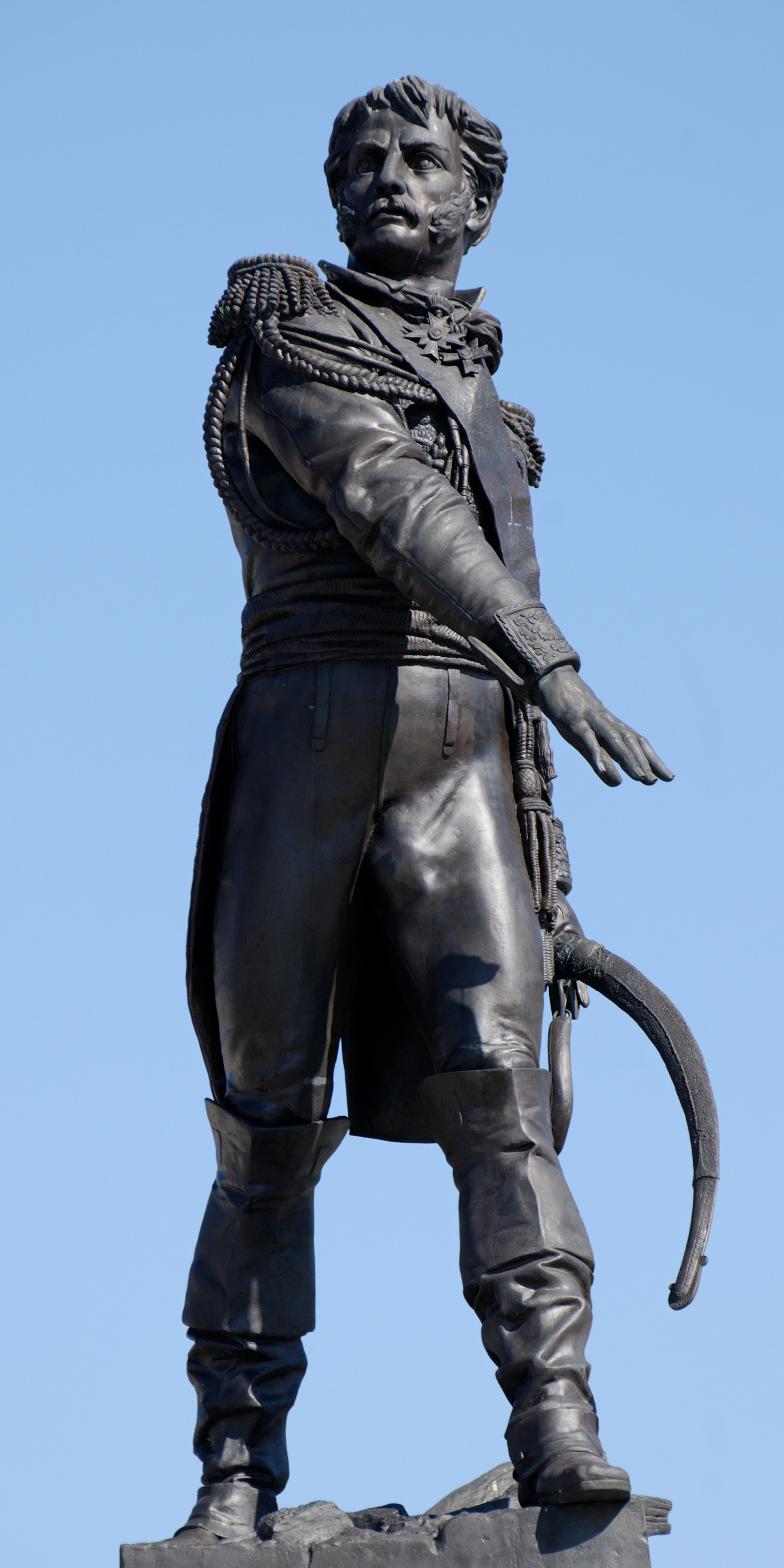
Statue des General Rapp auf dem Place Rapp
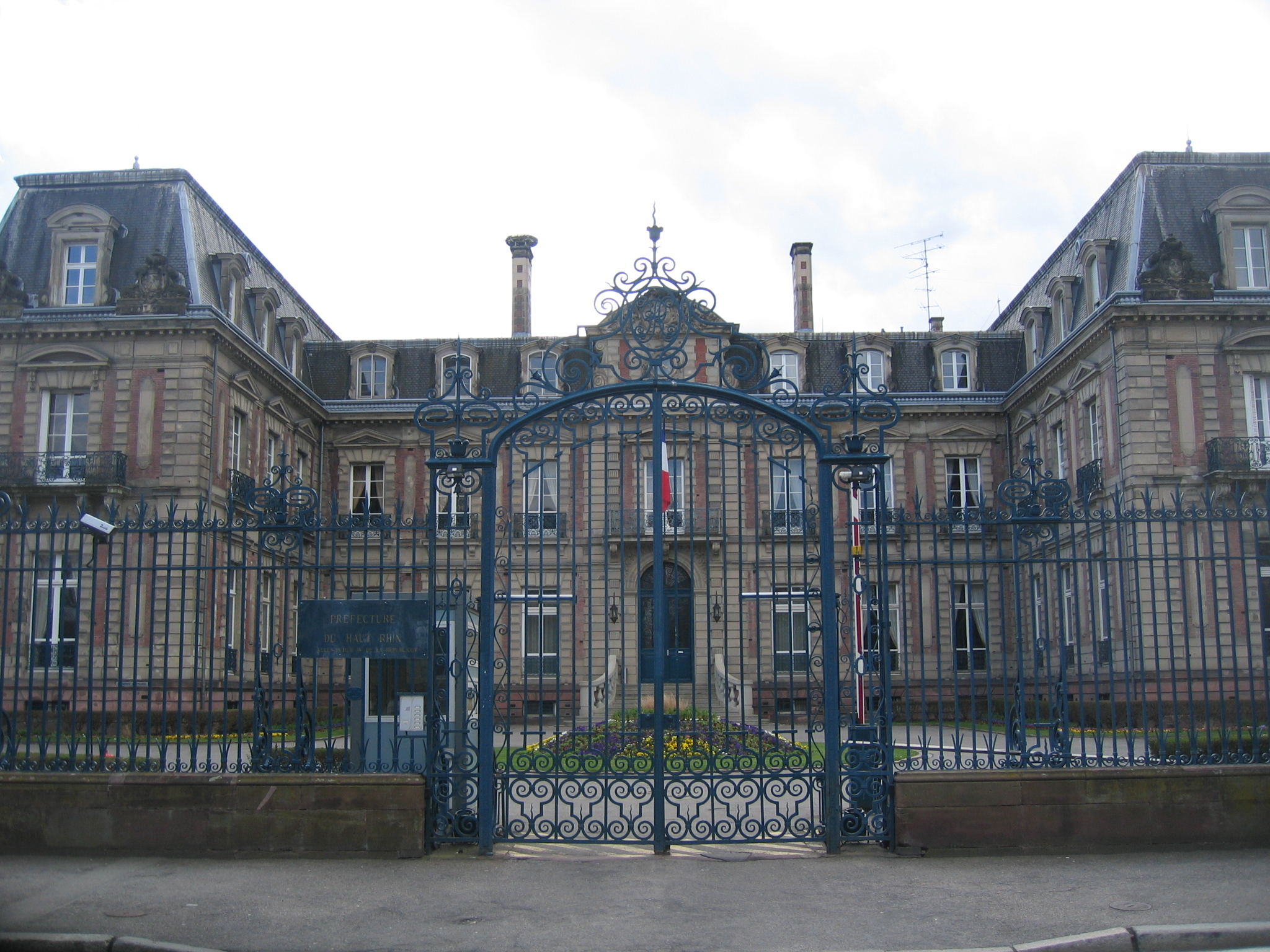
Die Präfektur Haut-Rhins

Préfecture du Haut-RhinDie Gebäude der Präfektur Haut-Rhin wurden von 1862 bis 1866 im Stil Ludwig des XIII. gegenüber dem Champ de Mars errichtet. Sie bilden dabei ein zentrales Gebäude, das von zwei Seitenflügeln eingerahmt wird. In der Zeit der deutschen Besetzung des Elsass (1871 bis 1918) befand sich in dem Komplex die deutsche Verwaltung, ehe 1918 erneut die Präfektur dort einzog. 1938 wurde die Präfektur durch ein Feuer zerstört und zudem 1940 bombardiert.
Musée BartholdiIm Bartholdi-Museum werden neben Werken, Statuen und Modellen des Bildhauers Frédéric-Auguste Bartholdi auch persönliche Gegenstände wie Mobiliar oder Souvenirs ausgestellt. Das bekannteste Werk des Bildhauers ist Freiheitsstatue auf Liberty Island, von der sich eine kleinere Ausgabe in der Stadt Colmar befindet.
Musée UnterlindenDas Unterlinden-Museum befindet sich in einem ehemaligen Dominikanerkloster aus dem Jahr 1252 gegründet. Es beherbergt eine Sammlung von Skulpturen und Gemälden des späten Mittelalter und der Renaissance sowie Exponate der Archäologie, Volkskunst und moderner Kunst.